# Ridley, Northumberland
Ridley är en ort i civil parish Bardon Mill, i grevskapet Northumberland i England. Orten är belägen 14 km från Hexham. Ridley var en civil parish 1866–1955 när det uppgick i Bardon Mill. Civil parish hade 163 invånare år 1951.